# Signal (série de televisão)
Signal (hangul: 시그널; rr: Sigeuneol) é uma série sul-coreana exibida pela tvN de 22 de janeiro a 12 de março de 2016 com um total de dezesseis episódios. É estrelada por Lee Je-hoon, Kim Hye-soo e Cho Jin-woong. Seu enredo é inspirado em incidentes criminais reais que ocorreram na Coreia do Sul, como os assassinatos em série de Hwaseong. A série é centrada em um trio de investigadores, onde um deles se encontra no passado, ainda assim, eles conseguem solucionar diversos casos policiais, afetando tanto o passado quanto o presente das pessoas envolvidas.
Sigeuneol recebeu aclamação da crítica e de público por seu enredo, obtendo diversos prêmios, dentre eles o de Melhor Drama no Baeksang Arts Awards em 2016. Um remake japonês protagonizado por Kentaro Sakaguchi estreou na Fuji Tv em 10 de abril de 2018, sob o mesmo título.

## Enredo
Um misterioso walkie-talkie permite que um detetive nos anos 2000 (Park Hae Young) se comunique com um investigador (Lee Je-hoon) em 2015. Através de seu contato mútuo, os dois não apenas resolvem crimes, mas os impedem de acontecer, modificando os acontecimentos. No entanto, um caso de assassinato de longa data, está mais próximo a eles do que se pensa, enquanto um esquema de corrupção vem a tona.

## Elenco

### Principal
- Lee Je-hoon como Park Hae-young
- Kim Hye-soo como Cha Soo-hyun
- Cho Jin-woong como Lee Jae-han

### Elenco de apoio

#### Políciais
- Jang Hyun-sung como Kim Bum-joo
- Jung Hae-kyun como Ahn Chi-soo
- Kim Won-hae como Kim Gye-chul
- Jung Han-bi como Oh Yoon-seo
- Lee Yoo-jun como Jung Han-ki
- Kim Min-kyu como Hwang Eui-kyung

#### Elenco estendido
- Jung Han-Bi como Oh Yoon Seo (cientista forense)
- Kim Hyun-Bin como Park Hae-Young jovem
- Kang Chan-hee como Park Sun-woo
- Lee Moon-soo como o pai de Lee Jae-han
- Seo Ju-hee como a mãe de Cha Soo-hyun
- Lim Hwa-young como a irmã de Cha Soo-hyun (jovem)

### Participações especiais
- Oh Yeon-ah como Yoon Soo-ah (ep.1-2)
- Lee Young-eun como Kim Yoon-jung (ep.1-2)
- Lee Si-a como Kim Won-kyung (ep.2-4)
- Kim Jung-young como Won-kyung's aunt (ep.2-4)
- Kim Ki-cheon como Lee Chun-goo (ep.3-4)
- Lee Dong-ha como Han Se-kyu (ep.5-8)
- Jung Suk-yong como Oh Kyung-tae (ep.5-7)
- Park Si-eun como Oh Eun-ji (ep.5-6)
- Choi Woo-ri como Shin Yeo-jin (ep.5-6)
- Yoo Ha-bok como Shin Dong-Hoon (ep.5-7)
- Son Hyun-joo como Jang Young-chul (ep.7,11,14,16)
- Lee Eun-woo como Shin Da-hye (ep.7-8)
- Lee Sang-yeob como Kim Jin-woo (ep.9-11)
- Lee Chae-kyung como a mãe de Jin-woo (ep.10)
- Seo Eun-ah como Yoo Seung-yeon (ep.10-11)
- Shin Yi-joon como Kang Hye-seung (jovem / ep.11-14)
- Kim Woo-suk como Lee Dong-Jin (ep.12-14)
- Hwang Seung-eon como Han Do-yeon (ep.13)
- Jeon Su-ji como Kang Hye-seung (adulto / ep.13-14)
- Seo Ji-hoon como Jang Tae-jin (ep.14)

## Recepção
Após sua estreia, a série atraiu grande atenção do público, alcançando elevados índices de audiência. Seu episódio final obteve uma audiência de 12,54%, tornando-se um dos maiores sucessos da história da tv por assinatura sul-coreana. Na tabela abaixo, os números azuis representam as audiências mais baixas e os números vermelhos representam as audiências mais elevadas.
| 1     | 22 de janeiro de 2016   | 5.4%   | 6.4%  |
| 2     | 23 de janeiro de 2016   | 6.9%   | 6.1%  |
| 3     | 29 de janeiro de 2016   | 8.2%   | 8.5%  |
| 4     | 30 de janeiro de 2016   | 7.7%   | 7.5%  |
| 5     | 5 de fevereiro de 2016  | 7.8%   | 7.6%  |
| 6     | 6 de fevereiro de 2016  | 7.1%   | 7.3%  |
| 7     | 12 de fevereiro de 2016 | 8.6%   | 9.0%  |
| 8     | 13 de fevereiro de 2016 | 7.8%   | 8.6%  |
| 9     | 19 de fevereiro de 2016 | 7.8%   | 8.4%  |
| 10    | 20 de fevereiro de 2016 | 9.2%   | 8.7%  |
| 11    | 26 de fevereiro de 2016 | 10.5%  | 8.8%  |
| 12    | 27 de fevereiro de 2016 | 10.1%  | 9.2%  |
| 13    | 4 de março de 2016      | 9.7%   | 9.7%  |
| 14    | 5 de março de 2016      | 11.1%  | 10.6% |
| 15    | 11 de março de 2016     | 10.8%  | 9.8%  |
| 16    | 12 de março de 2016     | 12.54% | 12.8% |
| Média | Média                   | 8.83%  | 8.69% |

- Esta série foi transmitida por um canal de televisão por assinatura, que normalmente tem um público relativamente menor em comparação com as emissoras de televisão abertas (KBS, SBS, MBC e EBS).

## Prêmios e indicações
Signal recebeu diversos prêmios incluindo de Melhor Drama, Melhor Roteiro para a escritora Kim Eun-hee e de Melhor Atriz para Kim Hye-soo no Baeksang Arts Awards. Kim também venceu outro prêmio de Melhor Atriz no tvN10 Awards, que também premiou o ator Cho Jin-woong com um Daesang (Grande Prêmio). Cho também venceu outro Daesang no Asia Artist Awards.
| Ano  | Prêmio                   | Categoria                                   | Beneficiário                       | Resultado | Ref.   |
| ---- | ------------------------ | ------------------------------------------- | ---------------------------------- | --------- | ------ |
| 2016 | Baeksang Arts Awards     | Melhor Drama                                | Signal                             | Venceu    |        |
| 2016 | Baeksang Arts Awards     | Melhor Diretor (TV)                         | Kim Won-seok                       | Indicado  |        |
| 2016 | Baeksang Arts Awards     | Melhor Ator (TV)                            | Cho Jin-woong                      | Indicado  |        |
| 2016 | Baeksang Arts Awards     | Melhor Atriz (TV)                           | Kim Hye-soo                        | Venceu    |        |
| 2016 | Baeksang Arts Awards     | Melhor Roteiro (TV)                         | Kim Eun-hee                        | Venceu    |        |
| 2016 | Baeksang Arts Awards     | Ator Mais Popular (TV)                      | Cho Jin-woong                      | Indicado  |        |
| 2016 | Baeksang Arts Awards     | Ator Mais Popular (TV)                      | Lee Je-hoon                        | Indicado  |        |
| 2016 | Baeksang Arts Awards     | Atriz Mais Popular (TV)                     | Kim Hye-soo                        | Indicado  |        |
| 2016 | APAN Star Awards         | Melhor Escritor                             | Kim Eun-hee                        | Venceu    |        |
| 2016 | APAN Star Awards         | Prêmio Top Excelência, Ator em Minisseries  | Cho Jin-woong                      | Venceu    |        |
| 2016 | APAN Star Awards         | Prêmio Top Excelência, Atriz em Minisséries | Kim Hye-soo                        | Indicado  |        |
| 2016 | Korea Drama Awards       | Melhor Drama                                | Signal                             | Indicado  |        |
| 2016 | Korea Drama Awards       | Melhor Diretor de Produção                  | Kim Won-seok                       | Indicado  |        |
| 2016 | Korea Drama Awards       | Melhor Roteiro                              | Kim Eun-hee                        | Indicado  |        |
| 2016 | tvN10 Awards             | Grande Prêmio (Daesang), Ator               | Cho Jin-woong                      | Venceu    | [ 13 ] |
| 2016 | tvN10 Awards             | Melhor Ator                                 | Cho Jin-woong                      | Indicado  |        |
| 2016 | tvN10 Awards             | Melhor Ator                                 | Lee Je-hoon                        | Indicado  |        |
| 2016 | tvN10 Awards             | Melhor Atriz                                | Kim Hye-soo                        | Venceu    | [ 13 ] |
| 2016 | tvN10 Awards             | Prêmio de Escolha do PD                     | Lee Je-hoon                        | Venceu    |        |
| 2016 | tvN10 Awards             | Ator que Rouba a Cena                       | Jang Hyun-sung                     | Indicado  |        |
| 2016 | tvN10 Awards             | Prêmio de Melhor Conteúdo, Drama            | Signal                             | Venceu    |        |
| 2016 | Asia Artist Awards       | Grande Prêmio (Daesang)                     | Cho Jin-woong                      | Venceu    |        |
| 2016 | Asia Artist Awards       | Grande Prêmio (Daesang)                     | Kim Hye-soo                        | Indicado  |        |
| 2016 | Asia Artist Awards       | Prêmio de Melhor Celebridade, Ator          | Lee Je-hoon                        | Indicado  |        |
| 2016 | Mnet Asian Music Awards  | Melhor Trilha Sonora                        | Jung Cha Sik ("I Will Forget You") | Indicado  |        |
| 2016 | Korea Content Awards     | Prêmio Presidencial de Recomendação         | Kim Eun-hee                        | Venceu    |        |
| 2017 | Brand of the Year Awards | Escritor de Drama do Ano                    | Kim Eun-hee                        | Venceu    |        |